# Styr
La rivière Styr (en ukrainien : Стир ; en russe : Стырь) est un cours d'eau d'Ukraine et de Biélorussie, et un affluent de la rivière Pripyat.

## Géographie
Elle est longue de 494 km et draine un bassin 3 100 km2.
La rivière Styr a sa source près de Brody, dans l'oblast de Lviv, puis traverse les oblasts de Rivne et de Volhynie et enfin la voblast de Brest en Biélorussie où elle se jette dans la Pripyat.
La Styr arrose les villes de Loutsk et Rojychtche (oblast de Volhynie) et Varach (oblast de Rivne).
Son principal affluent de rive droite est l'Ikva.

## Kouznetsovsk (oblast de Rivne)

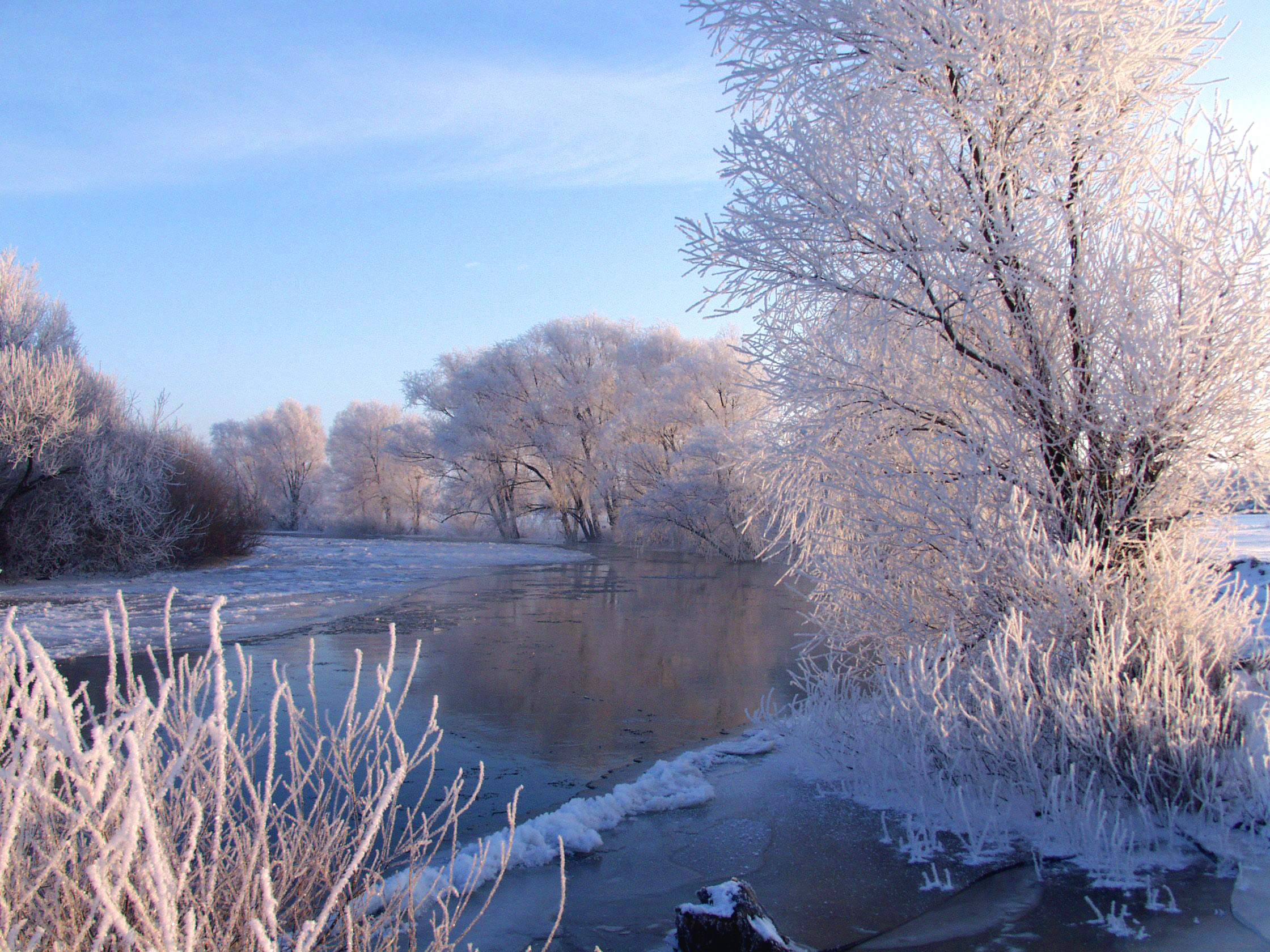
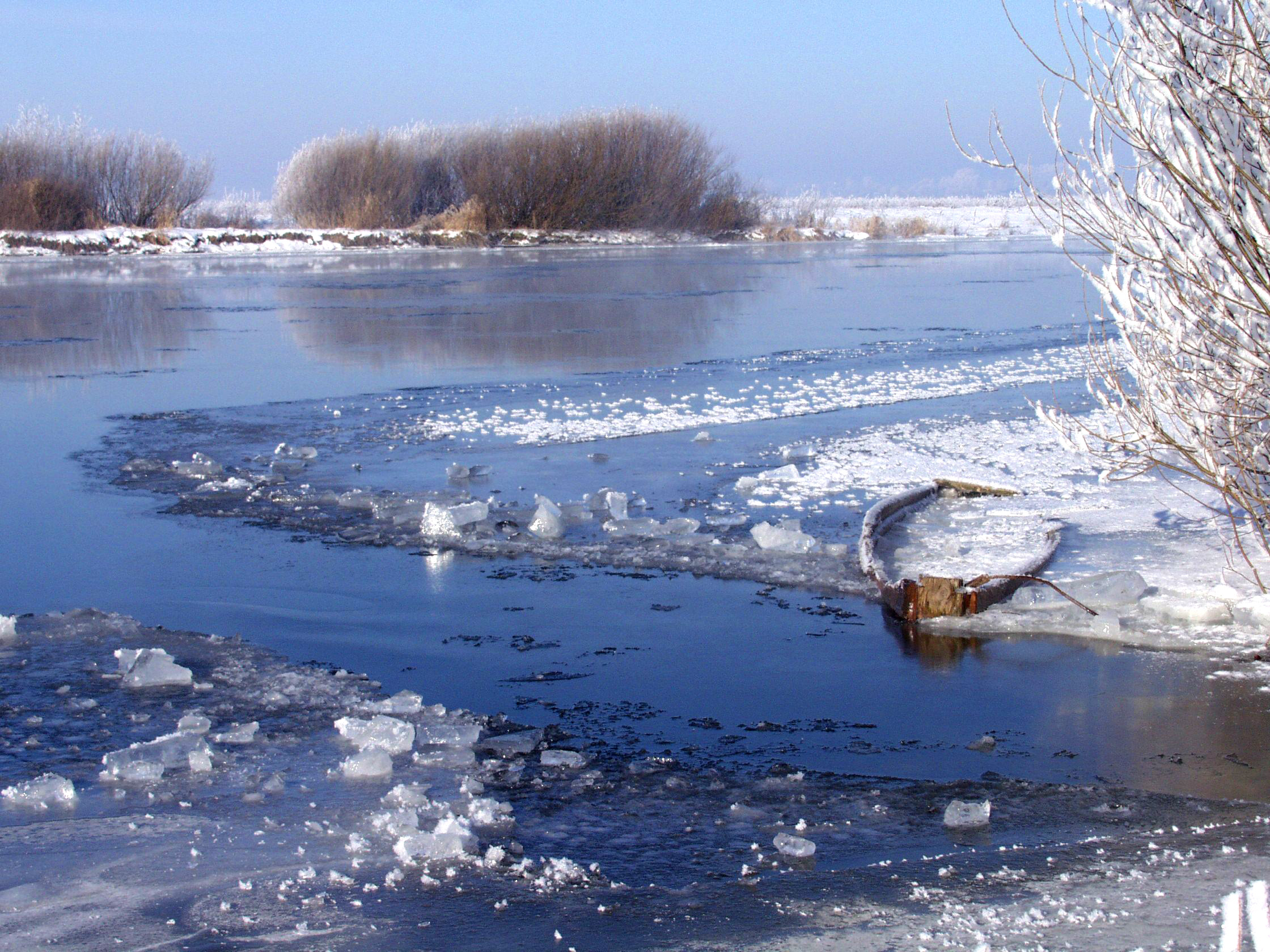
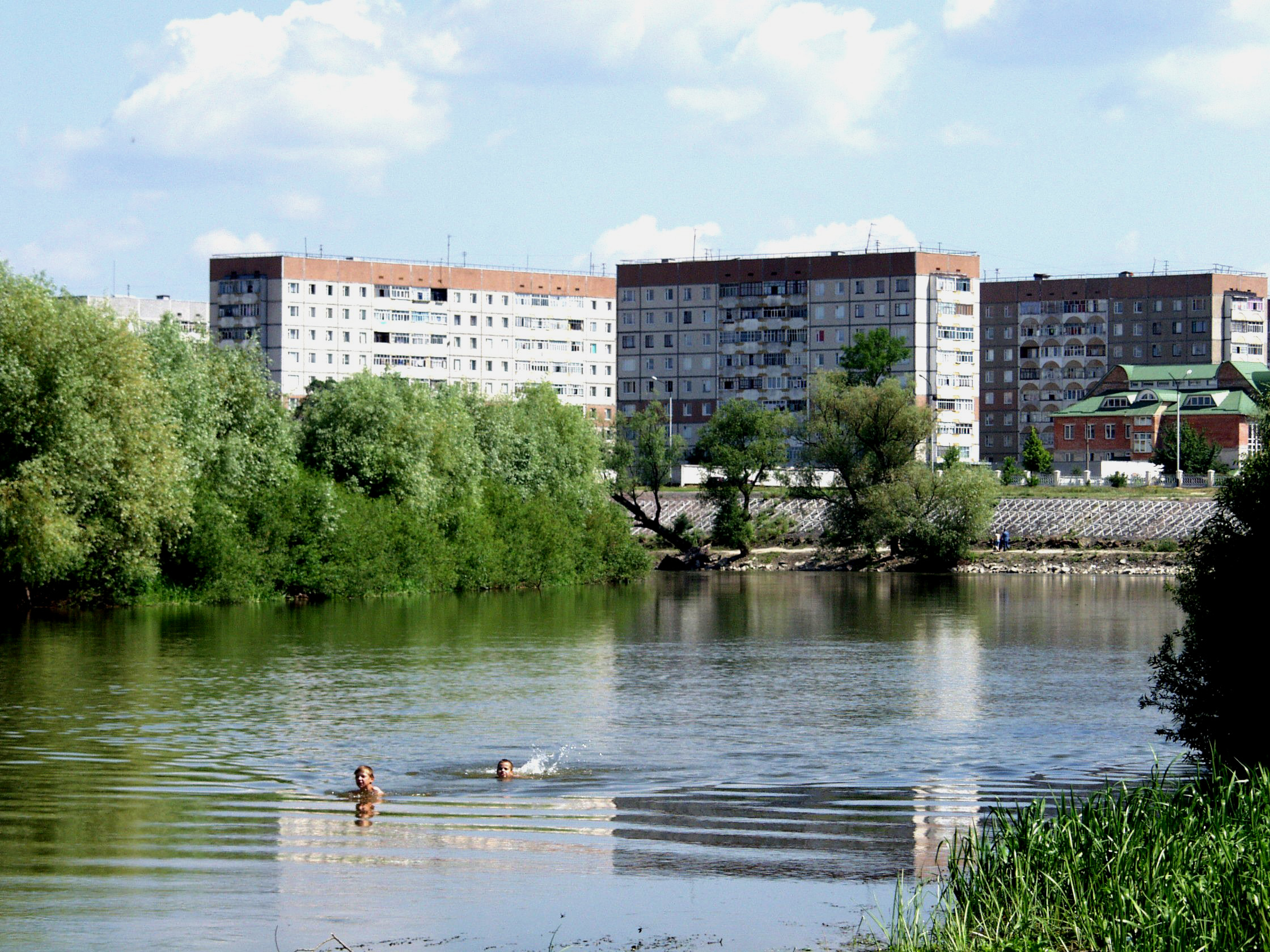
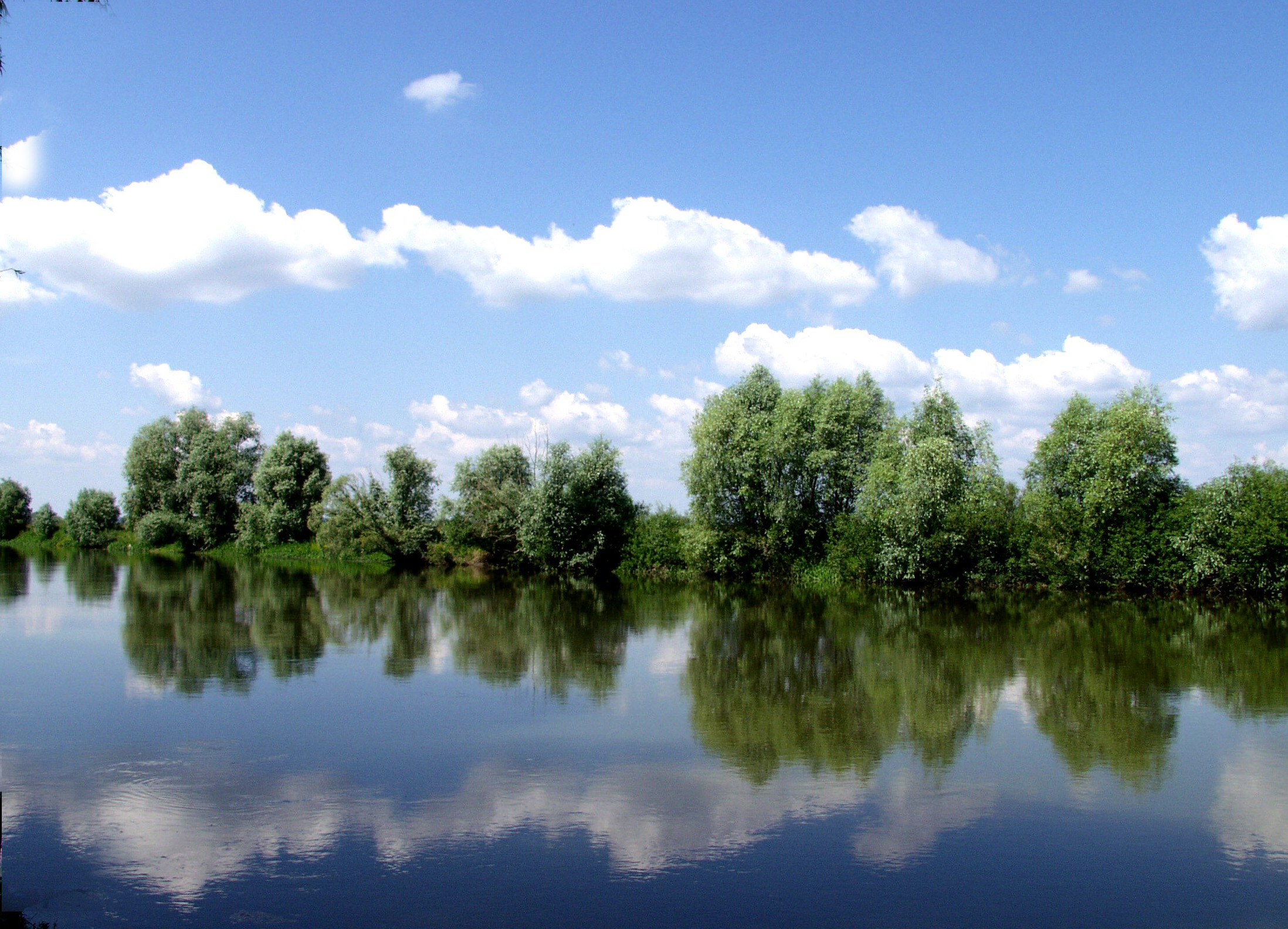